# Herbarium

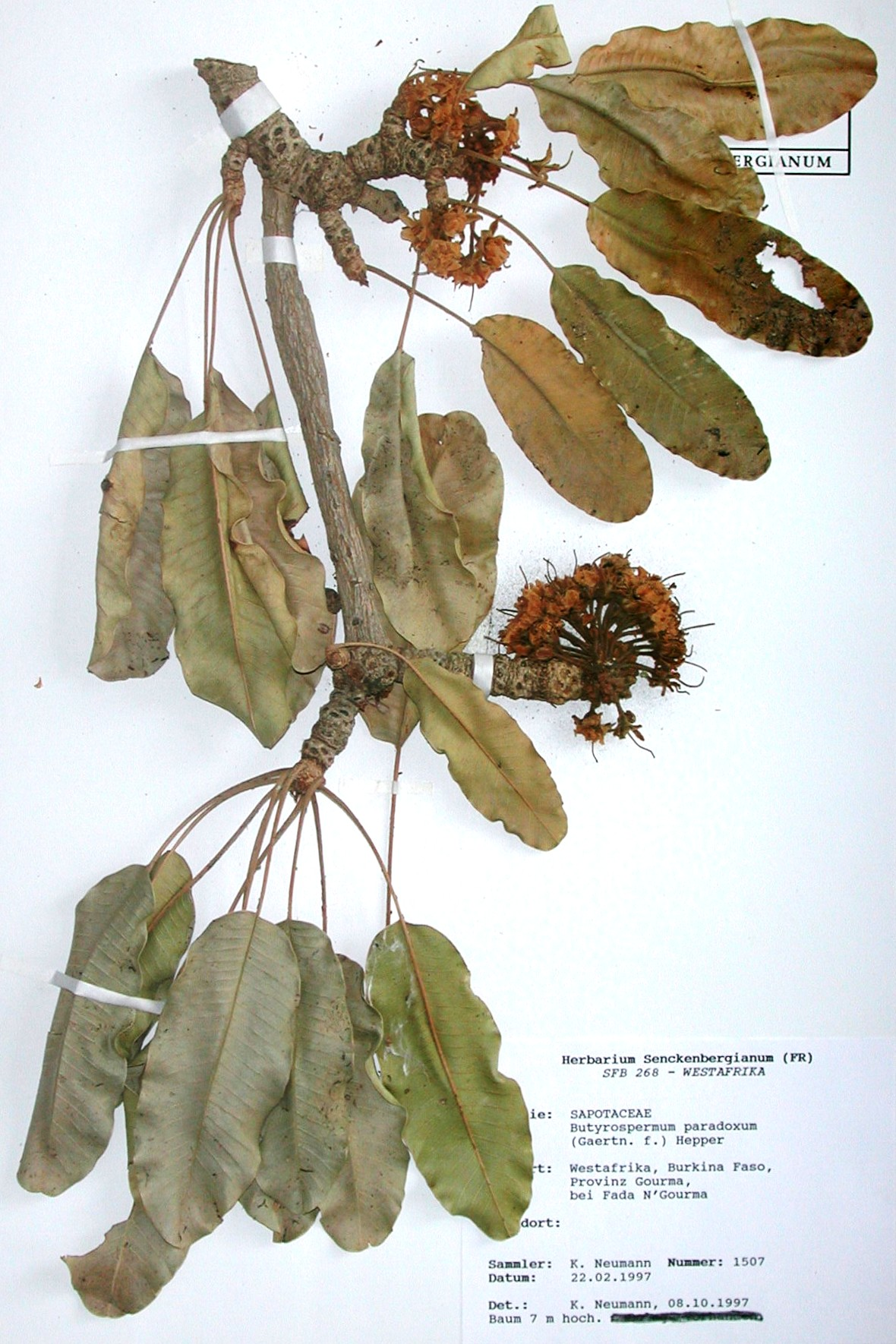
Ett herbarieark med en grenspets av sheanötsträd Vitellaria paradoxa.

Herbarium (från latin herba, "växt", "ört" och suffixet -arium, "rum", "behållare") är en samling av vanligtvis torkade, ofta pressade, växter eller växtdelar, som används för studier i botanik, taxonomi och fastställande av nomenklaturer. 
För att bevara insamlade växters form och färg läggs de plant mellan papper med hög uppsugningsförmåga och placeras sedan i en växtpress. När växterna torkat helt tas de ur pressen och limmas fast på styvt vitt papper. Alla uppgifter om när och var växten samlats in, växtbeskrivning och beskrivning av omgivningen där den växte antecknas på papperet. För att undvika insektsangrepp kan den pressade växten frysas eller behandlas med desinficeringsmedel. Därefter placeras den i en skyddande låda. Växter kan även konserveras i alkohol.
Herbarier används för att studera växter, för att verifiera växters klassificering, för att studera växters geografiska utbredning och liknande. Därför är det önskvärt att så mycket som möjligt av växten tas tillvara, till exempel blommor, stjälk, blad, frön, frukter och rötter. Växten brukar läggas så att både fram- och baksida på blad och blomblad syns.
Carl von Linnés herbarium finns numera hos Linnésällskapet i Storbritannien. Världens första herbarium skapades troligen av Luca Ghini på 1520-talet i Bologna men finns inte bevarat. 
Herbarier innehåller ofta även samlingar av svampar (de har ju tidigare förts till växtriket). Numera har man börjat använda beteckningen fungarium (från latin fungus, "svamp") för svampsamlingar.
På samma sätt kan algarium användas som beteckning på en samling av alger, som ju också tidigare generellt tillhörde växtriket (numera förs ju exempelvis brunalgerna till kromalveolaterna).

## Stora herbarier

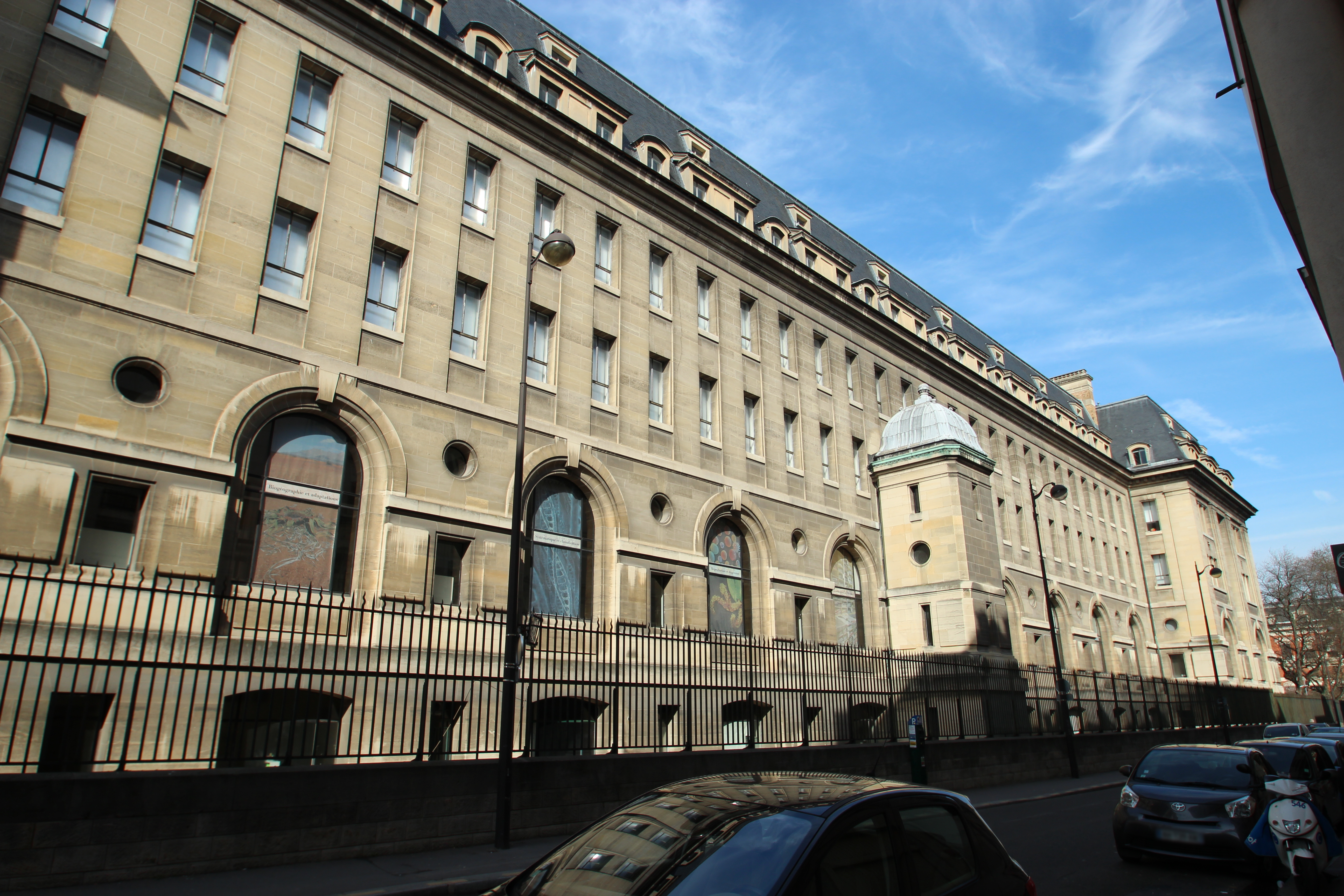
Galerie de Botanique du Muséum national d'histoire naturelle inhyser världens största herbarium.

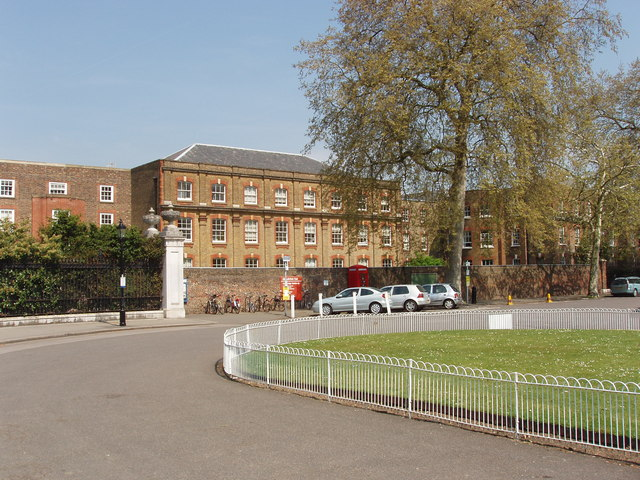
Herbariebyggnaden i Kew Gardens.

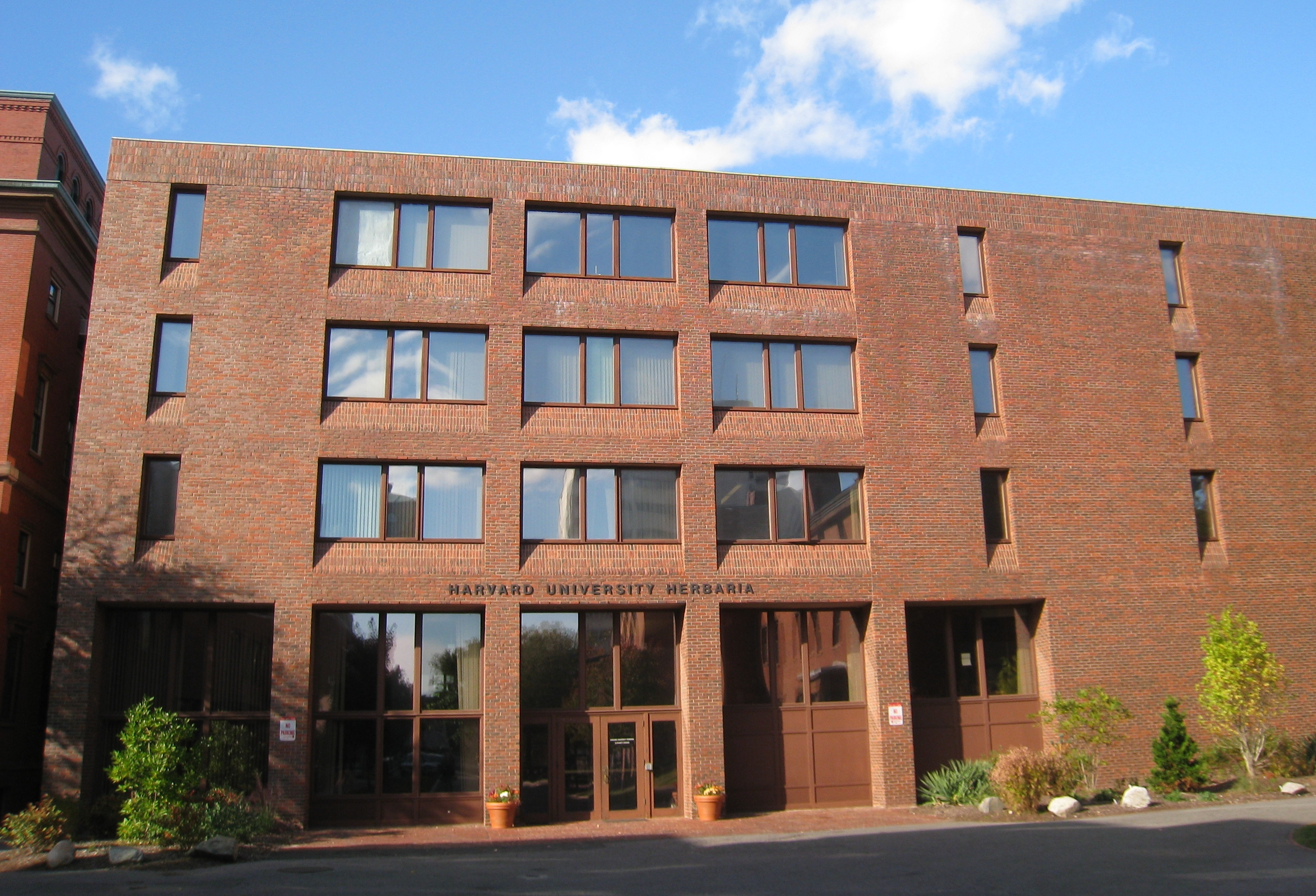
Herbariet vid Harvard University.

Nedan listas de största herbarierna, årtal för deras grundande och antalet exemplar 2017:
1. Muséum national d'histoire naturelle, Paris  (1635), 8 000 000
2. New York Botanical Garden, New York  (1891), 7 900 000
3. Royal Botanic Gardens, Kew  (1852), 7 000 000
4. Naturalis, Universiteten i Leiden, Utrecht och Wageningen  (1896), 6 900 000
5. Missouri Botanical Garden, S:t Louis  (1859), 6 600 000
6. Conservatoire et Jardin botaniques de la Ville de Genève, Genève  (1824), 6 000 000
6. Komarovs botaniska institut, S:t Petersburg  (1823), 6 000 000
8. Naturhistorisches Museum, Wien  (1807), 5 500 000
9. Natural History Museum, London  (1753), 5 200 000
10. Harvard University Herbaria, Cambridge, Massachusetts  (1842), 5 050 000
11. Museo Storia Naturale, Florens  (1842), 5 000 000
11. Smithsonian Institution, Washington D.C.  (1848), 5 000 000
13. Naturhistoriska riksmuseet, Stockholm  (1739), 4 570 000
14. Université Claude Bernard, Villeurbanne  (1924), 4 400 000
15. Jardin botanique de Meise, Meise  (1870), 4 000 000
16. Botanischer Garten und Botanisches Museum Berlin-Dahlem, Berlin  (1815), 3 800 000
17. Université de Montpellier, Montpellier  (1809), 3 500 000
17. Friedrich-Schiller-Universität, Jena  (1896), 3 500 000
19. Helsingfors universitet, Helsingfors  (1751), 3 350 000
20. Botanische Staatssammlung München, München  (1813), 3 200 000
21. Evolutionsmuseet, Uppsala  (1785),  3 100 000
22. Royal Botanic Garden Edinburgh, Edinburgh  (1839), 3 000 000
23. Köpenhamns universitet, Köpenhamn  (1759), 2 800 000
24. Field Museum of Natural History, Chicago  (1893), 2 700 000
25. Kinas vetenskapsakademi, Peking  (1928), 2 650 000
26. Lunds universitet, Lund  (1770), 2 500 000
I övriga Norden kan nämnas:
- Oslo universitet  (1863), 1 800 000
- Göteborgs universitet  (1926), 1 600 000
- Åbo universitet  (1919), 930 000
- Århus universitet  (1963), 700 000
- Bergens universitet  (1825), 700 000
- Uleåborgs universitet  (1959), 500 000
Det största herbariet i Afrika är South African National Biodiversity Institute, Pretoria, 1,2 miljoner, i Oceanien Royal Botanic Gardens, Sydney, 1,2 miljoner, och i Sydamerika Jardim Botânico, Rio de Janeiro, 700 000.
Totalt fanns det 387 miljoner exemplar i de 3001 herbarierna anslutna till Index Herbarium den 1 december 2017.